# Арк (кантон)

Кантон Арк в составе округа

Арк (фр. d'Arques) — упразднённый кантон во Франции, регион Нор-Па-де-Кале, департамент Па-де-Кале. Входил в состав округа Сент-Омер.
В состав кантона входили коммуны (население по данным Национального института статистики за 2009 г.):
- Арк (9 945 чел.)
- Бландек (5 171 чел.)
- Кампань-ле-Вардрек (1 106 чел.)
- Сент-Омер (2 865 чел.) (частично)
- Эльфо (1 735 чел.)

## Экономика
Структура занятости населения (без учёта города Сент-Омер):
- сельское хозяйство — 0,3 %
- промышленность — 60,6 %
- строительство — 2,6 %
- торговля, транспорт и сфера услуг — 19,5 %
- государственные и муниципальные службы — 16,9 %

## Политика
На президентских выборах 2012 г. жители кантона отдали Франсуа Олланду в 1-м туре 33,2 % голосов против 26,3 % у Марин Ле Пен и 20,4 % у Николя Саркози, во 2-м туре в кантоне победил Олланд, получивший 59,3 % голосов (2007 г. 1 тур: Сеголен Руаяль — 29,6 %, Саркози — 24,1 %; 2 тур: Руаяль — 55,1 %). На выборах в Национальное собрание в 2012 г. по 8-му избирательному округу департамента Па-де-Кале они вновь поддержали своего представителя в генаральном совете департамента, кандидата Социалистической партии Мишеля Лефэ, набравшего 60,5 % голосов в 1-м туре и 71,4 % — во 2-м туре. (2007 г. — Мишель Лефэ (СП): 1 тур — 61,6 %). На региональных выборах 2010 года в 1-м туре победил список социалистов, собравший 41,5 % голосов против 20,5 % у Национального фронта и 14,0 % у списка «правых». Во 2-м туре единый «левый список» с участием социалистов, коммунистов и «зелёных» во главе с Президентом регионального совета Нор-Па-де-Кале Даниэлем Першероном получил 54,7 % голосов, Национальный фронт Марин Ле Пен занял второе место с 25,6 %, а «правый» список во главе с сенатором Валери Летар с 19,7 % финишировал третьим.
|  | Кандидат      | Партия                    | % голосов |
|  | ------------- | ------------------------- | --------- |
|  | Мишель Лефэ   | Социалистическая партия   | 56,87     |
|  | Валери Делоэн | Национальный фронт        | 21,60     |
|  | Жонатан Трюан | Союз за народное движение | 11,99     |
|  | Дени Бюажьяр  | Зеленые                   | 5,89      |
|  | Дидье Талло   | Коммунистическая партия   | 3,65      |